# Пологова Аделаїда Германівна
Аделаїда (Алла) Германівна Пологова (1923—2008) — російська та радянська скульпторка. Лауреатка Державної премії СРСР (1989), президентської премії в галузі літератури і мистецтва (1999), дійсний член Російської академії мистецтв (2001).

## Біографія
Аделаїда Пологова народилася 1923 року в Єкатеринбурзі в родині театрального художника Германа Пологова (1900—1988).
У 1948 році закінчила Свердловське художнє училище, в тому ж році вступила до Московського інституту прикладного і декоративного мистецтва, де вчилася у скульптора А. А. Стемпковського (1910—1978). У 1952 році вступила до Ленінградського вищого художньо-промислового училища ім. В. І. Мухіної, де навчалася у Володимира Дерунова та Володимира Інгала.
Померла Аделаїда Пологова в Москві в 2008 році у віці 84 років. Похована на Долгопрудненському кладовищі.
Роботи Аделаїди Пологової знаходяться в Державній Третьяковській галереї, Державному Російському музеї та інших зібраннях Росії і за кордоном.

### Виставки
Виставки робіт Аделаїди Пологової проходили в Москві, Санкт-Петербурзі (Росія), Варшаві, Кракові, Сопоті (Польща), Берліні, Бонні (Німеччина), Празі (Чехія), Братиславі (Словаччина), Мадриді (Іспанія), Делі, Калькутті, Бомбеї (Індія), Пекіні, Шанхаї (Китай).